# Carl Blegen
Carl William Blegen (ur. 27 stycznia 1887 w Minneapolis, zm. 24 sierpnia 1971 w Atenach) – amerykański archeolog i nauczyciel akademicki.
Wykładał w latach 1927–1957 na Uniwersytecie Cincinnati, w Ohio. Brał udział przy odkopywaniu Troi.